# Ritmusszekció
A Ritmusszekció (eredeti cím: The Rhythm Section) 2020-as brit–amerikai akcióthriller, amelyet Reed Morano rendezett. A forgatókönyvet Mark Burnell írta a The Rhythm Section című regénye alapján. A főbb szerepekben Blake Lively, Jude Law és Sterling K. Brown látható.
Amerikában 2020. január 31-én mutatta be a Paramount Pictures. Általánosságban vegyes véleményeket kapott a kritikusoktól, akik dicsérték Lively alakítását, azonban kritizálták a cselekményt. A film megbukott a jegypénztáraknál, és minden idők legrosszabb nyitóhétvégéjét produkálta egy több mint 3000 vásznon játszott film tekintetében. Két héttel később az eddigi legnagyobb visszaesést szenvedte el, amikor 2955 mozivászonról vették le, és a Paramount 30-40 millió dollárt veszített.

## Cselekmény
Három évvel azután, hogy családja repülőgép-szerencsétlenségben meghalt, Stephanie Patrick drogfüggő prostituált lett egy londoni bordélyházban. Felkeresi Kate Proctor újságírónő, aki úgy véli, a repülőgép-szerencsétlenség terrortámadás volt, amelyet a kormány eltussolt. Stephanie elhagyja a bordélyházat, hogy Proctorral éljen együtt, és tanulmányozza a férfi kutatásait a balesetről, amelyben azt találja, hogy a balesetet egy Reza nevű végzős mérnökhallgató által készített bomba okozta, aki egy londoni egyetemen tanul. Stephanie fegyvert vásárol a feketepiacon, majd az egyetemi menzán megtalálja Rezát, de nem tudja rávenni magát a lelövésére. A férfi gúnyolódik rajta, majd elmegy, és ellopja a táskáját, amelyben Proctorral kapcsolatos dokumentumok vannak. Néhány órával később a nő meggyilkoltan találja Proctort a lakásában.
Proctor feljegyzéseiből megtudja, hogy a forrása a Skóciában egyedül élő MI6 ügynök, Ian Boyd. Boyd arra kéri Rezát, a gyanúsítottal való szembesülése után tűnjön el, mire ő vonakodva beleegyezik abba, hogy megtanítsa vadászni. Boyd elmondja neki; Reza egy U-17 nevű terrorista által felbérelt robbantó, akinek a robbantást egy iszlamista pap utasítására hajtotta végre, akit később egy dróncsapás során megöltek. A gépet azért lőtték le, mert Abdul Kaifa liberális muzulmán reformerrel akartak végezni. Kaif apja, Suleman finanszírozta Proctor vizsgálatát a baleset ügyében. Stephanie felveszi Petra Reuter, a Boyd által megölt merénylő személyazonosságát, akinek a holttestét soha nem találták meg.
Boyd Madridba küldi Mark Serra volt CIA-ügynökhöz, aki látszólag hajlandó segíteni. Stephanie megkéri Sulemant, finanszírozza a küldetését, és megígéri, hogy megbosszulja a fiukat; a férfi visszautasítja, mivel nem tud Proctor haláláról, és azt hiszi, Proctor zsarolta őket. Kaif anyja, Alia felajánlja neki a pénzt. Stephanie megöl több robbantást kitervelőt. Serra elmondja a nőnek, hogy az U-17-es maga Reza. A nő Dél-Franciaországba követi Rezát, ahol egy buszos robbantásra készül, és a buszon folytatott dulakodás után otthagyja a férfit, amikor a saját bombája felrobban. Rájön, Serra végig U-17 volt, és arra használta őt, hogy minden kapcsolatot megszüntessen vele. Megöli Serrát egy fecskendővel az otthonában, mielőtt meglátogatja Aliát, hogy beszámoljon küldetése sikeréről.
Boyd Londonban találkozik Stephanie-val, és figyelmezteti, tűnjön el, mivel az MI6 felajánlotta, hogy visszaveszi őt, ha kiiktatja a nemrégiben feltámadt Petrát. Stephanie, miután békére lelt, elsétál.

## Szereplők
| Szerep            | Színész           | Magyar hang       |
| ----------------- | ----------------- | ----------------- |
| Stephanie Patrick | Blake Lively      | Nemes Takách Kata |
| Iain Boyd         | Jude Law          | Stohl András      |
| Marc Serra        | Sterling K. Brown | Pál András        |
| Giler             | Max Casella       |                   |
| Green             | Geoff Bell        |                   |
| Lehmans           | Richard Brake     |                   |
| Keith Proctor     | Raza Jaffrey      | Makranczi Zalán   |
| Reza Mohammad     | Tawfeek Barhom    |                   |
| Suleman Kaif      | Nasser Memarzia   |                   |
| Alia Kaif         | Amira Ghazalla    |                   |

## A film készítése
A forgatás 2017 decemberében kezdődött az írországi Dublinban. A gyártás hat hónapra leállt, miután Blake Lively eltörte az ujjpercét a forgatás során; a biztosítás fedezte a késedelem okozta többletköltségeket. Sterling K. Brown csatlakozott a stábhoz, miután a forgatás 2018 közepén folytatódott Spanyolországban. 2018 júliusában Almeríában forgattak Law-val és Livelyval.
Steve Mazzaro szerezte a filmzenét, a további zenét Lisa Gerrard biztosította, Hans Zimmer pedig a film zenéjének producereként működött közre. A filmzenét a Remote Control Publishing adta ki.